# 幻視芸術

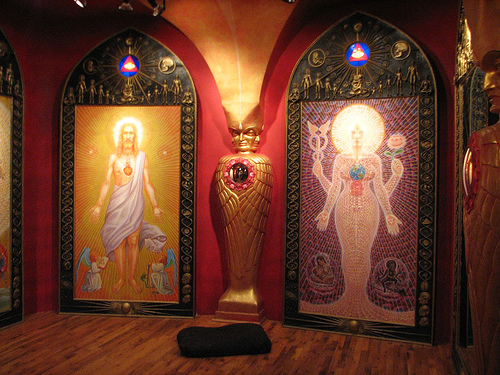
アレックス・グレイによる『聖なる鏡の礼拝堂』。

幻視芸術（げんしげいじゅつ、英語: Visionary art, フランス語: L'art Visionnaire）は、幻視（ヴィジョン）で見たこと、あるいはそれを基とした芸術である。瞑想で見たヴィジョンや、通常の知覚を超越した幻視の状態が反映されている。
または、幻視芸術はアウトサイダー・アートに含まれたり、サイケデリック・アートやシャーマニズムから生まれたアートも広く意味することがある。あるいは、美術界の外側であることが強調されるアウトサイダー・アートの定義と同様にして、幻視に由来するものであり、精神障害者や霊的幻視者が生み出した芸術も意味することがある。1994年の日本における『現代パリの幻想芸術家たち展』にて、5人のフランス人画家によるラール・ヴィジョネールという芸術が幻視芸術と和訳されており、巌谷國士による『「幻想」と「幻視」』と題された論考の中で、これらの画家は幻想（ファンタスティック）という言葉で説明されることを好まないとし、幻想芸術という言葉では説明し難い幻視芸術の本質が解説された。
欧州での幻視的な絵画には宗教画や霊的な絵画としての長い歴史がある。

## 幻視的な芸術の初期からその展開

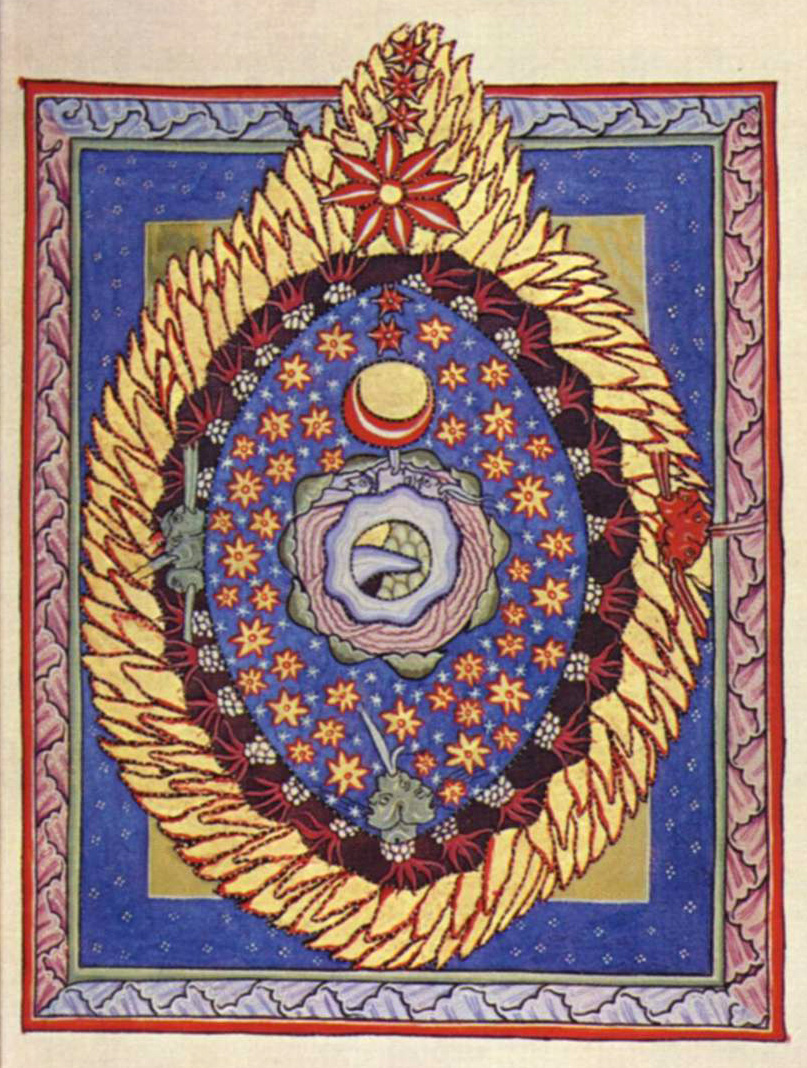
12世紀に、修道女のヒルデガルト・フォン・ビンゲンが『道を知れ』にて記したヴィジョンのひとつ。

アレックス・グレイの画集『聖なる鏡』において、思想家のケン・ウィルバーが解説するヨーロッパ芸術における神秘的で幻視的な絵画の伝統は、初期には12世紀の修道女ヒルデガルト・フォン・ビンゲンがそのヴィジョンを記した書物であり、さらにはミケランジェロ、ヒエロニムス・ボッシュ、もっと後のウィリアム・ブレイク、象徴派のジャン・デルヴィルといった名が挙げられている。トマス・アクィナス（13世紀の神学者・哲学者）による「幻視」という語の考察によれば。幻視は第一に視覚器官による知覚であり、第二に想像力と知性による内面における知覚である。神秘主義においては必ずしも幻視は視覚体験ではないものの、イメージの知覚であることには変わりがない。超越的なものとの出会いは表象不可能だということは大半の神秘家達の同意するところである。しかしながら幻視を主題とする無数の美術作品が歴史的に積み重ねられてきた。。1401年にはジャン・ジェルソンが『真の幻視と偽の幻視の識別について』を著し、異端審問の活動の多くは幻視の現象に向けられ、16世紀、17世紀の神秘主義では、いかなる幻視も完全に確実なものではないという結論に到達した。。

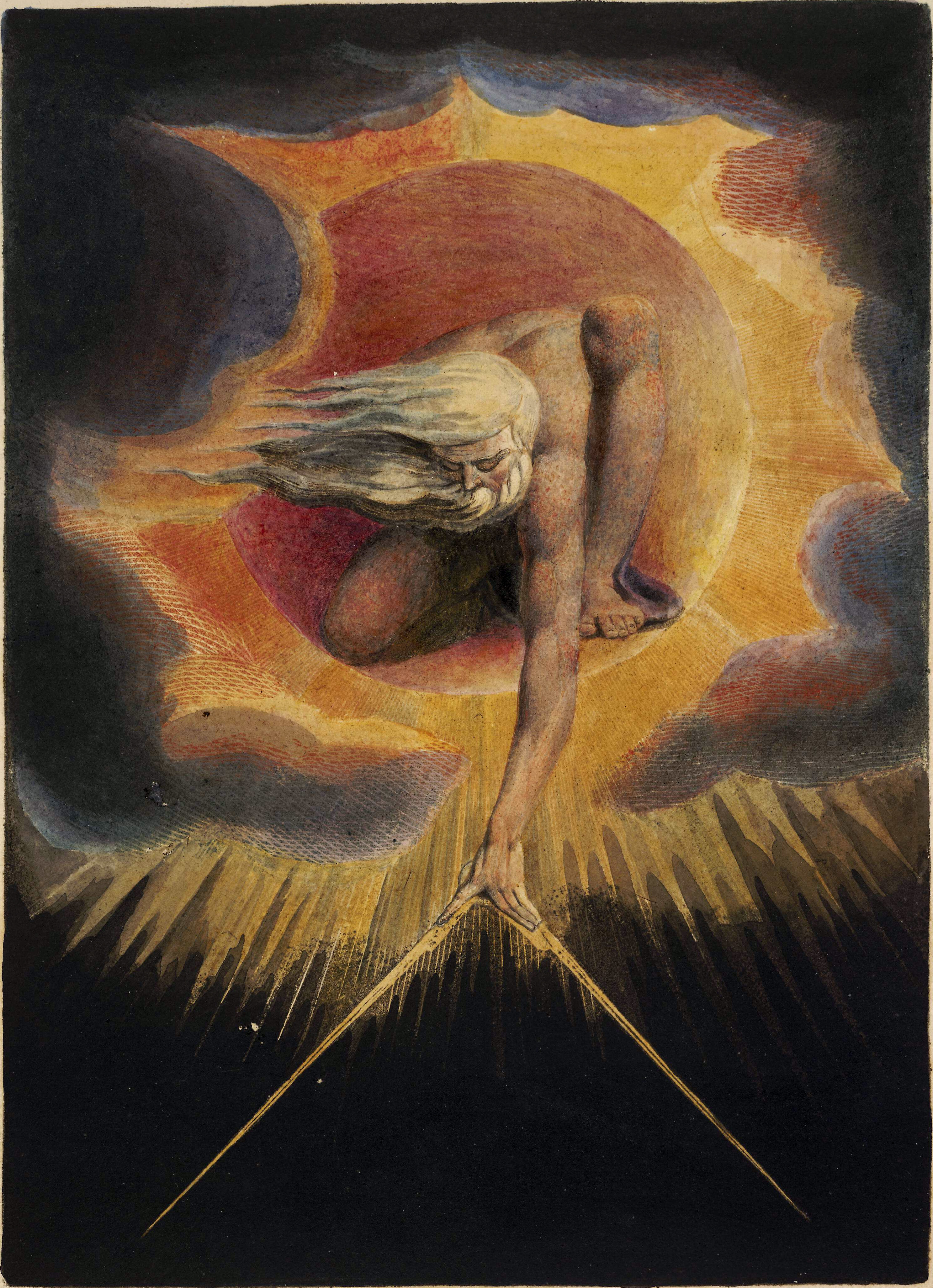
18世紀前後の作品。幻視者とされるウィリアム・ブレイクによる『太古の日々』（マンチェスター、ウィットワース美術館所蔵）。

詩人であり画家であるウィリアム・ブレイク（1757年 - 1827年）は、強烈な神秘的なヴィジョンを定期的に経験し、幻視芸術を描いた。『天国と地獄の結婚』において「知覚の扉が除かれるならば、人間にはすべてがありのままにみえる」という趣旨で述べている。ブレイクについて1970年代に「幻視芸術」と言及した日本の書籍、visionary artと言及したイギリスの書籍が見られる。霊（スピリット）の表現のための観想の眼を開くには、瞑想は確実な方法のひとつである。あるいは、シャーマンは霊の世界と交信するために、幻覚剤、性交、苦行などを試す。
神秘思想家のルドルフ・シュタイナーは　高度な霊視力で絵画や建築を創造し、1918年の講演会で、芸術における二つの源泉について述べている。一つは病的な幻視（ヴィジョン）を健全な仕方で魂の深層に据えるための表現主義的芸術形態であり、もう一つは自然の内部にある秘密を解放し、直接的な感覚的生命自体を思い切って感じ、再統合するための印象主義的芸術形態である。常に人間の魂の欲求が向かう二つの芸術形態は近未来において全く独特な形で成し遂げられるだろうと予測している（W・クグラー『シュタイナー　危機の時代を生きる』久松重光 訳　105P〜109P）。
画家のフィリップ・ルビノブ・ジェーコブソンによれば、Visionary Art の言葉は1933年に心理学者のカール・グスタフ・ユングが造語したものであり、ユングは幻視芸術を啓示として説明しそれは非日常的な意識の状態に由来する。そしてユングは1940年代にヴィジョンについての講義を行っており、その取り組みには能動的想像法の実験や（その結果としてヴィジョンを描いた）『赤の書』がある。ジェーコブソンによれば、幻視芸術とは、観想の眼によって現れた「見えている」ヴィジョンであるか、そうした経験に基づいている。
メスカリンを体験したイギリスの作家のオルダス・ハクスリーは、1953年に「幻視体験と幻視芸術」に関する一連の講義を行なったが、後にハクスリーは関心を失っている。芸術における幻覚剤の可能性が過剰に宣伝されたことが批判されており、幻覚剤による芸術創造の限界が指摘されている。ハクスリーのような幻覚剤に根強い関心のある作家たちの活動の影響は美術には及ばず、幻覚剤なしに想像力までを含めた幻視の産物としての美術が、特にそれはシュルレアリスム（超現実主義）の時代に顕著に認識された。とはいえ民族文化の伝統では、メキシコのウイチョル族の毛糸絵であるニエリカは「神の顔」「鏡」という意味であり、メスカリンを含むサボテンのペヨーテを摂取することで出現する至高の神タテワリによってもたらされた神話的なヴィジョンを反映したものである。ペルーのパブロ・アマリンゴは、アヤワスカによるヴィジョンに現れる神と聖霊が伝える世界を絵画を通じて表現した。21世紀に入っても芸術活動と幻覚剤の関連は持続しており、幻視芸術の名で紹介されている。
1972年にアウトサイダー・アートという用語を確定させ、デュビュッフェによるアール・ブリュット（主に障害者の作品を集めたデュビュッフェが提唱した概念）をさらに定義しなおしたロジャー・カーディナルは、適した用語を探し求めた時のことを詳述している。無数の用語の中の一つにヴィジョナリー・アート（『パラレル・ヴィジョン』訳書では「幻視する美術」に読みとしてふられている）を挙げているが、アウトサイダー・アートという用語も含めてどれもが十分には鋭く射抜いたものではないと述べている。。アメリカ合衆国メリーランド州のボルチモアに所在するアメリカン・ヴィジョナリーアート・ミュージアムにおける幻視芸術の定義は、以下のようになっている。この定義は、アウトサイダー・アートの定義と同じである。
Visionary art as defined for the purposes of the American Visionary Art Museum refers to art produced by self-taught individuals, usually without formal training, whose works arise from an innate personal vision that revels foremost in the creative act itself.
アメリカン・ビジョナリーアート・ミュージアムのための幻視芸術の定義は、通常は正式な美術教育を受けていない独学の個人によって生み出された芸術であり、創造的な活動そのものの中でも何よりの楽しみである、その人本来のヴィジョンから生まれた作品である。
1989年に創刊されたアウトサイダー・アートの専門誌である Raw Vision は、アール・ブリュット、コンテンポラリー・フォーク・アート、幻視芸術のような同類の分野も取り扱ってきた。同誌のウェブサイトの「アウトサイダー・アートとは何か」では、幻視芸術や INTUITIVE ART とは、宗教体験やヴィジョンに基づくものだけでなく、第三世界の多くの都市の民俗芸術までを含めることができると説明されている。イギリスのアウトサイダー・アートの研究者によれば、アウトサイダー・アートという言葉は大衆芸術、幻視芸術のような他の用語を取り込んでいっている。1992年から1993年にかけて、欧米3か国と日本の世田谷美術館でアウトサイダー・アートの展覧会である「パラレル・ヴィジョン」展が開催され、アウトサイダー・アートの中のひとつとして幻視者の作品が紹介された。それにあわせて展覧会の著作が翻訳されており、主に精神障害者による作品が提示されているが、アウトサイダー・アートの中のひとつとして幻視芸術が紹介され、精神障害者以外の幻視者、霊媒者、心霊術師の作品も少数ではあるが展示された。そこで集められたのは「強迫的幻視者」たちの作品である。なお、主催したロサンゼルス・カウンティ美術館では1986年に、「芸術における霊的なもの:抽象絵画1980-1985」が開催されている。芸術における神秘主義についての文献は膨大であり、95人の芸術家すべてについて125冊の本から「霊的な」伝記を裏付け、専門家に依頼した論文でも、認識の「別種の方法」への関心が見られた。そして、1995年には、アメリカのボルチモアに国立美術館としての認可を受けた、前述のアメリカン・ヴィジョナリーアート・ミュージアムが創設されており、乱用されているアウトサイダーという言葉の代わりにヴィジョナリーという言葉を用いたのである。
1994年に放送されたNHKスペシャル『驚異の小宇宙 人体II 脳と心』（第6集：果てしなき脳宇宙―無意識と創造性）はアレックス・グレイを取材し、
人間の骨や筋肉を正確に描きつつもその魂を描き出そうとする独自の作風を生み出し、心の眼で見ているものを形にしていると解説された。グレイの1993年の作品『変容』Transfigurationは、最初は夢の中で描いていた絵であり、後にDMT（幻覚剤）を吸ったことでそのインスピレーションが強調されたし、1997年の『ヴィジョン・クリスタル』Vision Crystalは瞑想で観たものである。
1994年、朝日新聞社主催の東京、大阪、神戸における巡回展、『現代パリの幻想芸術家たち展』において5人のフランス人画家によるラール・ヴィジョネールが幻視芸術として紹介された。また自らをファンタスティック（幻想的）と呼ぶことを好まないジェラール・ディマシオやアラン・マルゴトンといった画家達の芸術のために使用されたことがある。展覧会の名称には幻想の言葉が使われているが、フランス語では幻視を指すヴィジョネールが表記されており、この幻視芸術は従来の幻想芸術（ファンタスティック）という概念では説明し難く、展覧会の解説書は、全ての解説者たちが幻想と幻視の区別について論じた。
ミシェル・ランドンが1979年に出版した『ヴィジョネール美術』の引用を含む、厳谷國士の解説によれば、幻想芸術は超自然的なるものの自然的な世界への侵入によって裂け目や撹乱を起こそうとするものである。それに対して幻視芸術は明確なヴィジョンを探求するものであるがために、中心点における唯一者、あるいは統一性への探求に向かうものであり、螺旋状をなす一点からの拡大の可能性を自然的世界を前提にせず試みるものである。続けて厳谷によれば、ヴィジョネールの絵画には、宗教的な幻視の形をとった長い歴史があるが、ディマシオの芸術は宗教的な啓示から出発したものではなく、魂や精霊といった個人を超えた集合無意識を通して異様な表現に到達している。
主な解説者である画商のエルヴェ・セランによれば、幻視的絵画は鑑賞者が自ら幻視者となって作品の世界に入り込んで鑑賞すべく描かれているものであり、単に幻想的な芸術やサイエンス・フィクション、あるいはシュルレアリスムと安易に混同されるべきではないと述べ、幻視絵画の基本的な三つの基準を挙げている。それらは、霊的な奥行き、無時間性、完璧な技法である。
吉村良夫の論考ではイギリスの19世紀美術の専門家の言葉を引用して、ヴィジョナリー・アートとは宗教性とそれを超えることや、時間を超えたものといった特徴があり、フランスでは幻視絵画の基盤が不十分であったために、今そうした芸術家に注目が集まっていると述べている。巻末のインタビューの中では、画家のジャン・ポール・ランデが唯一、現実の幻視（幻覚）体験を描写したことがあると答えている。他の画家たちは彼のような体験とは無関係に制作している。

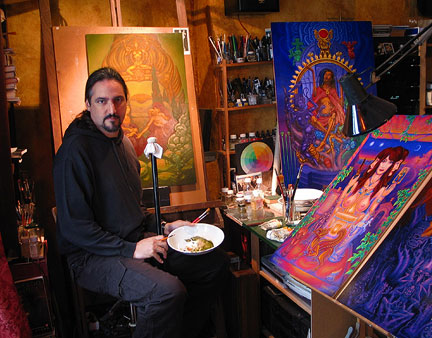
ローレンス・カルアナとその制作所。

幻視芸術家のローレンス・カルアナは、2010年に『幻視芸術の第一宣言』（未訳）を出版している。2001年の『幻視芸術の第一宣言』の草稿における「幻視芸術とは何か？」という一章おいて、これは決定的なものではないと断りながらも、幻視芸術の本質についてカルアナは以下のような内容を公開している。
超現実主義者（シュルレアリスト）が、（薬物を用いず）高次のリアリティへと至る夢幻状態の高みに登ろうと試み、幻視芸術家達もまた意識の異なる状態へと至りヴィジョン（幻視）が現れる。これを美術にするということは、夢、トランスなど変性状態を通した通常の知覚を超えた幻視の状態―視界の限界を越えた、芸術家の得たヴィジョンを誰にでも見える形にして人々に伝えるということである。幻視芸術の営みとは、芸術と、神話、夢想、様々な文化的アイコンなどが結びつけられることによって、視覚言語の新たな形が見いだされるという歴史である。

## 現代の動向
現代の幻視芸術の動向そのものは、インターネットという新しいメディアを手段の一つとして国際的な広がりと輪郭を形成しつつある。そしてどのような芸術家が影響力があるのかも次第に明らかになってきている。抽象表現主義、ミニマリズム、コンセプチュアル・アート、ポップアートといった欧米における戦後の現代美術が上流階級による経済支援と公的な美術館によって大規模に喧伝されてきたのに対して、幻視芸術の動向の多くは一般庶民によって支援されてきている。アーティスト達は公的な美術館や出版の領域に対して新たな参入の余地を見いだすために活動を続けている。
現代の芸術家は、ヨーロッパの古典芸術や象徴主義、超現実主義あるいはサイケデリック・アートなどを自らの先駆とみなし、幻視芸術の美術史的な意義を主張している。
現代の幻視芸術家にとって影響力のある過去の巨匠はヒエロニムス・ボス、ウィリアム・ブレイク、ギュスターヴ・モローといった画家達であり、また神話や民族芸術、あるいはアーティスト自身の霊的体験などが幻視芸術を創造するための源泉になっている。
ウィーン幻想派はエルンスト・フックスや、エーリッヒ・ブラウアー、ルドルフ・ハウズナーらによって構成されていた。現在活躍しているニューヨークの幻視芸術家の大半は、1964年から1974年にかけてフックスから技術を学んでいる。アブドゥル・マチ・クラーライン、ロバート・ヴェノーサ、ローレンス・カルアナ、アンドリュー・ゴンザレス (A. Andrew Gonzalez) 、フィリップ・ルビノブ・ジェーコブソン (Philip Rubinov-Jacobson) らは、北アメリカにおいて、入れ替わり立ち代り、ウィーンでの研鑽をもとに後進を教えている。
1960年代初頭にブリジッド・マーリンによって設立された幻想芸術のための組織、The Society for the Art of Imagination(AOI)は幻視芸術に関わるための重要な入り口を提供している。さらに最近ではLilaといったウェブマガジンや、Beinartが代表するオンラインギャラリーがインターネットや自主出版を手段として幻視芸術家をサポートしている。
西洋文学ではオルダス・ハクスリー、アンリ・ミショー、ウィリアム・バロウズなどが幻覚性の植物を試したが、西洋美術ではそうした関心はしばらく沸き起こっていなかった。ロバート・ヴェノーサは1990年代以降、定期的にアマゾン熱帯雨林を訪れ、アヤワスカを試し、神々しく神秘的なアヤワスカによって見ることのできる美しい世界を描き、今日では幻視芸術と呼ばれている。